# Sint-Jan Baptistkerk (Schriek)

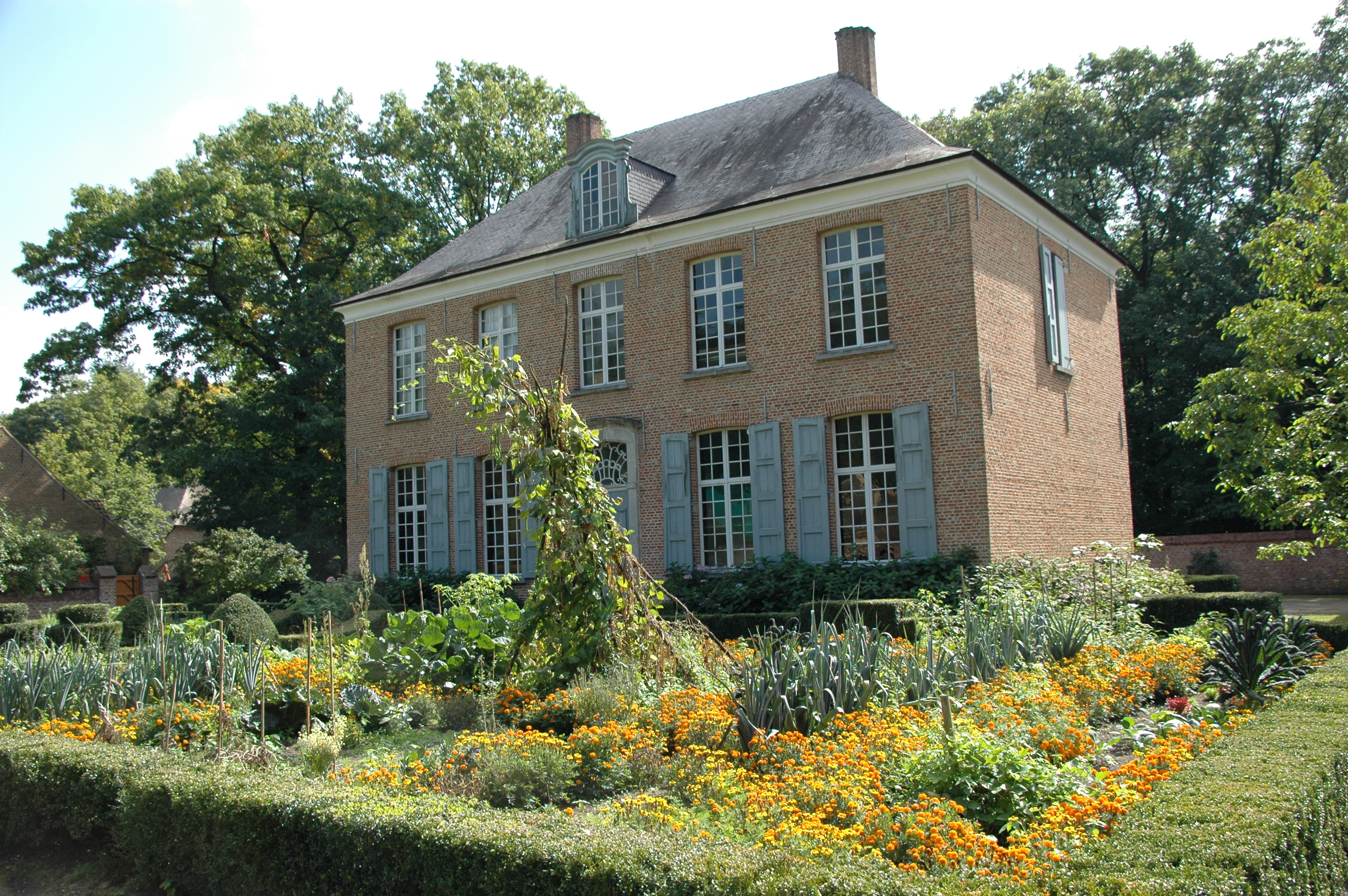
Pastorij van Schriek in het openluchtmuseum Bokrijk

De Sint-Jan Baptistkerk is een kerkgebouw in het Belgisch dorp Schriek.

## Geschiedenis
Naar alle waarschijnlijkheid is het Gilis Berthout, Heer van Mechelen, die na 1303 de kerk van Schriek heeft laten oprichten omdat wij in de oprichtingsverslagen van onze parochie uit 1309 lezen dat zij vonden te Schriek: een Capella en een ecclesia toegewijd aan Sint-Jan Baptist, dus enerzijds de oude kapel en anderzijds de nieuwe kerk.
Van deze eerste kerk, die destijds ook reeds vijf altaren bezat, wat vrij uniek is in deze streek, is alleen de wit zandstenen toren overgebleven en de rondboogvormige portaaldeur herinnert nog aan de romaanse bouwstijl. Een blikseminslag in 1654 en herstellingswerken aan de toren en voorgevel in 1687 en 1688 brengen gotische elementen (spitsboogvormige galmgaten en venster) en renaissance-structuren (speklagen van baksteen op de linker steunbeer) aan op deze toren.
De eerste grote veranderingen situeren zich tijdens de Franse Revolutie in de jaren 1794-95-96. De zijbeuken werden verbreed, verhoogd en tot vooraan met de toren doorgetrokken. Het geheel kwam zo onder een groot zadeldak. In dit gedeelte vinden we dan ook de meeste elementen die aanleunen bij de Brabantse barokarchitectuur.
Tijdens de vergroting van 1844 werden de brede kruisbeuk, een verhoogd en lichtjes vergroot hoogkoor met ronde apsis en twee ingewerkte zijaltaren en sacristieën bijgebouwd, zodat het grondplan terug een Latijns kruis vormt zoals voorheen, en dit alles met neoclassicistische elementen als zuilen en bogen, dit betekent dat in deze kerk bijna alle bouw- en kunststijlen tot een harmonisch geheel zijn verwerkt.
In 2005 werd de kerk beschermd als monument. In 2016 werd de kerk langs buiten (dak- en gevelherstelling en renovatie glas-in-loodramen) grondig gerenoveerd.

## Diverse
- In het zesde glas-in-loodraam aan de noordkant van de middenbeuk tegen het transept is het gezicht verwerkt van Dhr. Marc Vermylen (gezicht met bril). Marc Vermylen was de zoon van dokter/burgemeester Jozef Vermylen uit Schriek. Marc Vermylen is op 23-jarige leeftijd overleden na een slepende ziekte. Dit glas-in-loodraam werd geschonken door de familie Vermylen aan de kerk. Ook de overige ramen zijn geschonken door voorname Schrieke families.
- In het verleden broedde er meermaals een kerkuil in de kerk van Schriek. Bij de renovatie van de kerk in 2017 werd hiervoor een nestkast geplaatst in het raam van de zuidelijke zijbeuk. De aanwezigheid van uilen in de kerk is reeds zeer lang bekend, zo werd er in 1620 zelfs iemand betaald om vijf kerkuilen te vangen die gewoon door de kerk vlogen en zo “de kerkce geheel onteerden”.
- Ten noorden van de kerktoren ligt een kleine bruine ijzerzandsteen (tussen de kerktoren en het monument ter nagedachtenis van de gesneuvelden tijdens WOII). Deze steen moet van dezelfde ouderdom zijn als de kerktoren zelf. Vanop deze steen werd in de geschiedenis aan rechtspraak gedaan en werden belangrijke mededelingen aan de dorpelingen gegeven.

Na de heraanleg van het kerkplein (2009) was deze steen tijdelijk verdwenen waarna deze later werd teruggeplaatst.

## Pastorie
Achter de kerk is de pastorie gelegen uit het derde kwart van de 20ste eeuw, deze kwam ter vervanging van de oude pastorie van 1776 met koetshuis, stalling en tuinmuur.
De oude pastorie lag ten zuidoosten van de kerk en werd afgebroken in 1969 om plaats te maken voor een dorpsplein met de nodige parkeerplaats. Ze werd in 1970-1974 heropgebouwd in het openluchtmuseum van Bokrijk als authentiek bestanddeel van een typisch Kempisch dorp.
In 2020 werd deze pastorij gerenoveerd in Bokrijk.

## Sint-Jansprocessie
De traditie van de Sint-Jansprocessie gaat ver terug in de tijd. Sint-Jan de Doper is de patroonheilige van Schriek en zeker al voor 1562 ging de processie door de straten van het dorp. Dat weet men door het processievaantje dat de kerk nog zonder het uurwerk van 1562 afbeeldt. De oudste kerkrekeningen van dat jaar vermelden een speelman. En om de orde te handhaven werden de ‘heynen’ of de ‘wildemannen’ ingezet. Dat waren verklede jongeren die het hele gebeuren in goede banen moesten leiden. Later werden deze bijgestaan door de ’jonkheit van Betecom’ te paard en met volle montuur. De processie was wel 15 kilometer lang en was heel populair bij de mensen. Het ging gepaard met een volksfeest dat wel eens uit de hand kon lopen. Daarom werd de verkoop van drank lange tijd verboden voor en tijdens de processie. In de 19de eeuw begon de processie zijn elan te verliezen en werd de route sterk ingekort. De deelnemers en toeschouwers waren toen enkel nog mensen uit de eigen gemeente en de randgemeenten. De processie verdween dan uiteindelijk helemaal uit het straatbeeld in 1968 met het wegvallen van de toenmalige pastoor.
In 1995 werd het initiatief genomen om de processie te herwerken. Sindsdien is de Sint-Jans-processie in Schriek een feestgebeuren op verschillende plaatsen in de parochie. Vandaag is er dus eerst een openluchtviering ter ere van de patroonheilige Sint-Jan De Doper. Deze viering wordt telkens op een andere plaats in de gemeente gehouden. Na de viering gaan de gelovigen in processie naar de kerk. Lokale verenigingen stappen mee op met hun vlaggen en vaandels. Men draagt de vlaggetjes van de rozenkrans en ook het reliekschrijn en de vlag van Sint-Antonius heeft een plaats in de processie. Verder wordt het hoofd van Sint-Jan met relikwie en het beeld van Onze-Lieve-Vrouw ter Zonne in de processie meegedragen.